# Fred Taylor Park
Il Fred Taylor Park è uno stadio di Whenuapai, Auckland, Nuova Zelanda.
Lo stadio può contenere circa 2 500 persone.